# Goethalsiella tridens
Goethalsiella tridens är en insektsart som beskrevs av Morgan Hebard 1927. Goethalsiella tridens ingår i släktet Goethalsiella och familjen vårtbitare. Inga underarter finns listade i Catalogue of Life.